# 698 (číslo)
Šest set devadesát osm je přirozené číslo. Následuje po čísle šest set devadesát sedm a předchází číslu šest set devadesát devět. Římskými číslicemi se zapisuje DCXCVIII a řeckými číslicemi χϟη.

## Matematika
698 je:
- Deficientní číslo
- Poloprvočíslo
- Nešťastné číslo

## Astronomie
- (698) Ernestina je planetka hlavního pásu, kterou objevil v roce 1910 Joseph Helffrich

## Roky
- 698
- 698 př. n. l.